# Щучкин, Николай Иванович
Никола́й Ива́нович Щу́чкин (1895, Санкт-Петербург — 10 октября 1938, Симферополь) — советский партийный и государственный деятель. Депутат Верховного Совета СССР 1-го созыва. Входил в состав особой тройки НКВД СССР.

## Биография
Родился в 1895 году в Санкт-Петербурге. Член РКП(б) с 1919 года.
В 1917—1918 годах — инструктор-организатор Наркомата социального обеспечения РСФСР. В течение 1919—1920 годов действовал в составе продовольственных отрядов.
В 1920—1921 годах — председатель Головинского, Усольского волостного комитета РКП(б) (Самарская губерния).
В 1921—1923 годах — заместитель председателя Главного управления политического образования при СНК Туркестанской ССР.
В 1923—1926 годах — ответственный секретарь Скопинского, Рязанского уездкома РКП(б)—ВКП(б) (Рязанская губерния).
В 1927—1928 годах — на партийной работе в Курской губернии.
В 1928—1930 годах — ответственный секретарь Симферопольского райкома ВКП(б) (Крымская АССР).
В 1930—1932 годах — 1-й секретарь Ряжского райкома ВКП(б) (Московская область). В 1932—1937 годах — 1-й секретарь Рязанского райкома ВКП(б), 3-й секретарь Московского обкома ВКП(б).
В 1937—1938 годах — и. о. 1-го секретаря, 1-й секретарь Крымского обкома ВКП(б). Этот период отмечен вхождением в состав особой тройки, созданной по приказу НКВД СССР от 30.07.1937 № 00447 и активным участием в сталинских репрессиях.
Скончался 10 октября 1938 года в Симферополе.